# بیمارستان شهید رجایی (اصفهان)
بیمارستان شهید رجایی یکی از بیمارستان‌های روانپزشکی و توانبخشی اصفهان است که فعالیت خود را از ۱۳۷۱ به دنبال درمان اختلالات عصبی ناشی از عوارض جنگ شروع کرد و از سال ۱۳۸۲ با دریافت پروانه تأسیس و بهره‌برداری از وزارت بهداشت و درمان رسماً با عنوان بیمارستان تخصصی اعصاب و روان فعالیت می‌کند.